# Ingolstädter Verkehrsgesellschaft

Ehemaliges Logo

Die Ingolstädter Verkehrsgesellschaft mbH (INVG) ist ein Ingolstädter Dienstleistungsunternehmen auf dem Gebiet des öffentlichen Nahverkehrs. Aktuell beschäftigt sie 26 eigene Mitarbeiter und 326 Fahrer in den Verbundunternehmen.
Die INVG versorgt heute mit ihren Bussen den öffentlichen Personennahverkehr in Ingolstadt und den angrenzenden Orten. Sie ist Mitglied im Verkehrsverbund Großraum Ingolstadt (VGI), daher unterliegen sämtliche von der INVG betriebenen Linien dem VGI-Verbundtarif.

## Geschichte
Gegründet wurde die INVG am 15. November 1988 durch die Stadt Ingolstadt. Alleiniger Gesellschafter ist die Stadtwerke Ingolstadt Beteiligungen GmbH.

## Das Unternehmen
Die Struktur der Ingolstädter Verkehrsgesellschaft entspricht der eines privatwirtschaftlichen Unternehmens. Das Ziel ihrer Tätigkeit (nach eigener Aussage) ist jedoch nicht auf Gewinnerwirtschaftung ausgerichtet, sondern die im Gesetz zur Regionalisierung des öffentlichen Personennahverkehrs-Regionalisierungsgesetz (RegG) vorgeschriebene Sicherstellung der ausreichenden Bedienung der Bevölkerung mit Verkehrsleistungen im Öffentlichen Personennahverkehr als eine Aufgabe der Daseinsvorsorge umzusetzen. Dies gilt neben dem Stadtgebiet von Ingolstadt auch für 16 Gemeinden der Landkreise Eichstätt und Pfaffenhofen an der Ilm. Für den Großraum Ingolstadt erhielt die INVG den Auftrag, ein gut funktionierendes Nahverkehrsnetz aufzubauen. Um diesen Auftrag erfüllen zu können, erhält die INVG Zuschüsse von den politischen Gemeinden.
Aufgrund von Streckenstreichungen und Einschränkungen des Angebotes sank die tägliche Fahrgastzahl im Zeitraum von 2000 bis 2007 von 55.000 (2000) um rund 16 % auf nur noch 46.000 (März 2007). Alleine von 2006 auf 2007 reduzierte sich die Anzahl der täglichen Fahrgäste um 3,9 %. Im Jahre 2008 konnte der Abwärtstrend gestoppt werden. Es kam zu einer leichten Steigerung der Nachfrage um 3,7 % und auch 2009 stieg die Nachfrage um weitere 2,8 %, 2010 schließlich um weitere 0,4 %.
2011 wurden werktäglich 49.908 Menschen mit den Bussen, die im Auftrag der INVG fahren, befördert.
Folgende Verkehrsunternehmen fahren im Auftrag der INVG als Subunternehmer:
- Oswald Buchberger, Omnibus- und Mietwagen GmbH
- Regionalbus Augsburg GmbH (RBA)
- Josef Spangler OHG
- Stadtbus Ingolstadt GmbH
- Reisebüro Stempfl Verkehrsgesellschaft mbH
- Stanglmeier GmbH
- Hengl Reisen e.K.
- Jägle GmbH

## Das „Drei-Ebenen-Modell“
Umgesetzt und realisiert wird der Nahverkehr von derzeit 6 regionalen und privaten Omnibusverkehrsunternehmen, da die INVG selbst kein Busunternehmen ist. Eine Vielzahl von Verträgen zwischen der INVG und den Verbundunternehmen gewährleistet die Beförderung der Fahrgäste. Dieses Modell trägt in der Fachsprache den Begriff „Drei-Ebenen-Modell“ und gilt als die derzeit modernste Organisationsform im Öffentlichen Personennahverkehr. Ganz konsequent ist dieses Modell allerdings insofern nicht umgesetzt, als die INVG Eigentümer bzw. Miteigentümer zweier der beauftragten Busunternehmen ist, nämlich der KVB Ingolstadt (die zusammen mit ihren Tochterunternehmen sogar die Mehrheit der Fahrten abwickelt) und des Regionalbus Augsburg.

## Aufgaben

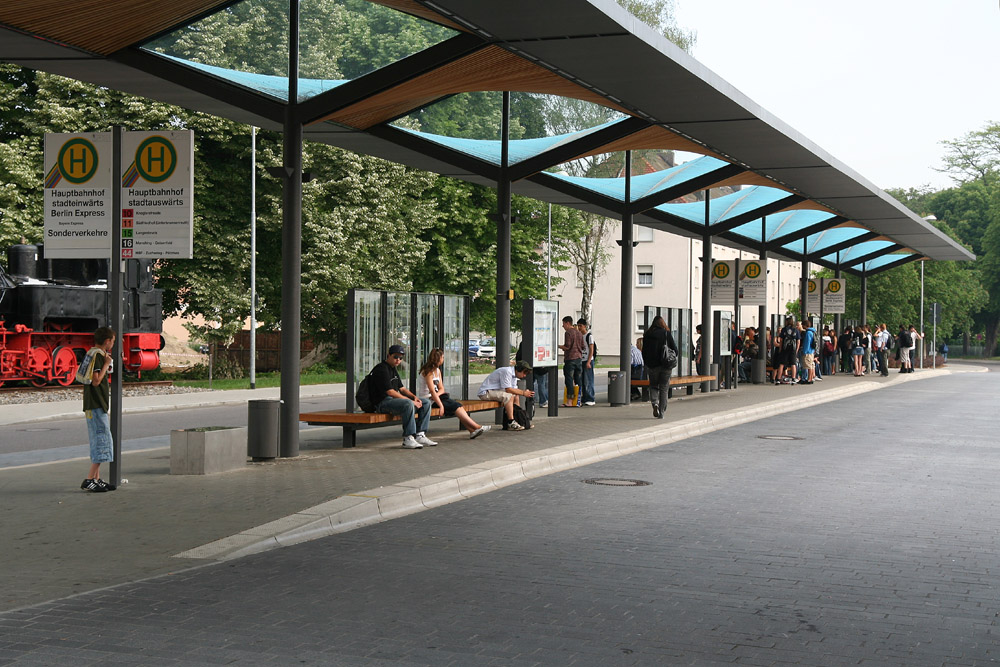
Neu gestaltete Haltestelle Hauptbahnhof

Die INVG ist mit der Durchführung des Busverkehrs in Ingolstadt und Umland beauftragt, sodass sich folgende Aufgabenfelder ergeben:
- Verkehrsforschung und konzeptionelle Verkehrsplanung auf dem Gebiet des öffentlichen Nahverkehrs,
- Erarbeitung und Gestaltung der Fahrpläne,
- Abstimmung und Festlegung von Linienführung, Betriebsleitung, Fahr- und Umlaufplanungen
- Gestaltung eines Tarifsystems und Erarbeitung der Beförderungsbedingungen
- Bau und Unterhalt von Haltestellen, Wartehallen, Haltebuchten, Wendeschleifen, Bussonderspuren und sonstigen Verkehrseinrichtungen
- Ausstattung der Haltestellen mit Fahrgastinformationssystemen und Haltestelleneinrichtungen sowie deren Wartung und Pflege.

## Das Liniennetz
Das Liniennetz der INVG teilt sich in das tagsüber bediente Liniennetz und das Nachtliniennetz auf. Letzteres wird ab 21 Uhr bis etwa 2 Uhr (in den Nächten Freitag/Samstag und Samstag/Sonntag bis etwa 4 Uhr) im Stundentakt bedient.

### Liniennetz tagsüber
| Linie | Laufweg | Bedienungshäufigkeit (Mo–Fr) |
| ----- | --- | --- |
| 10    | Herschelstraße-ZOB–Hauptbahnhof–Schulzentrum Südwest–Knoglersfreude                                                                      | 15-Minuten-Takt |
| 11    | Bahnhof Audi–ZOB–Hauptbahnhof–Südfriedhof–Seehof–Urnenfelderstraße                                                                       | (5.30-9.00 und 15.00-18.30: 15-Minuten-Takt), sonst 30-Minuten-Takt |
| 15    | Wettstetten–Etting–Bahnhof Audi–Stadtwerke–Nordbahnhof/West–ZOB                                                                          | (6.00-8.30 und 16.00-18.30: 15-Minuten-Takt), sonst 30-Minuten-Takt |
| 16    | ZOB–Hauptbahnhof–Unsernherrn–Manching–(Geisenfeld)                                                                                       | 30-Minuten-Takt |
| 17    | Hauptbahnhof Ost-Pionierkaserne–Eriagstraße–Boschstraße                                                                                  | 6.30-9.30 und 14.30 (Fr.) bzw. 16.00 (Mo.-Do.)-18.00 (Fr.) bzw. 19.00 (Mo.-Do.): 30-Minuten-Takt; bedarfsorientiert                                                            |
| 18    | ZOB-Rathausplatz–Hauptbahnhof–Unsernherrn–Baar-Ebenhausen–Reichertshofen(–Langenbruck–Puch–Pörnbach)                                     | 60-Minuten-Takt |
| 20    | (Ingolstadt Village)–(Schölnhammerstraße)-Goethestraße–Nordbahnhof/West–Rathausplatz–Ringsee                                             | 15-Minuten Takt |
| 21    | (MVA)–Mailing–Regensburger Straße–Rathausplatz–Manchinger Straße–Audi Sportpark                                                          | 15-Minuten-Takt |
| 22    | (Kösching-Interpark-)-Ingolstadt Village\|Existenzgründerzentrum-Nordbahnhof/West-Hauptbahnhof-Weiherfeld                                | 60-Minuten-Takt |
| 25    | (Pförring – Oberdolling – Theißing – Demling) – Großmehring – ZOB                                                                        | einzelne Fahrten |
| 26    | (Pförring) – Vohburg–(Irsching)–Großmehring – ZOB                                                                                        | einzelne Fahrten |
| 30    | (Stammham–Hepberg–Lenting)–Oberhaunstadt–Nordbahnhof/West–ZOB–Universität (Kreuztor)–Rathausplatz–Ringsee–Kothau–Rothenturm–Niederfeld   | 30-Minuten-Takt |
| 31    | Oberhaunstadt–Nordbahnhof/Ost–Rathausplatz–Schulzentrum Südwest–Hauptbahnhof                                                             | einzelne Fahrten (nur an Schultagen) |
| 40    | (Kösching)–Unterhaunstadt–ZOB-Audi Sportpark                                                                                             | 30-Minuten-Takt |
| 41    | Römerstraße–Nordbahnhof/West–ZOB–Rathausplatz–Schulzentrum Südwest–Wallensteinstraße                                                     | einzelne Fahrten |
| 44    | Audi GVZ-Hallen–Audi–Waldeysenstraße–Nordfriedhof–Nordbahnhof/West–ZOB–Hauptbahnhof–Oberbrunnenreuth–Zuchering–Hagau–(Karlshuld–Pöttmes) | 30-Minuten-Takt |
| 45    | Haunwöhr–Knoglersfreude–Hundszell | einzelne Fahrten (nur an Schultagen) |
| 50    | (Lippertshofen–Gaimersheim)–Friedrichshofen–Klinikum–Degenhartstraße-Universität(Kreuztor)–ZOB                                           | 30-Minuten-Takt |
| 52    | ZOB–Rathausplatz–St. Monika – (Audi Sportpark)                                                                                           | 30-Minuten-Takt |
| 53    | Humboldtstraße–Westfriedhof–Universität(Kreuztor)–ZOB                                                                                    | einzelne Fahrten (nur an Schultagen) |
| 55    | Böhmfeld–Lippertshofen–Gaimersheim–Etting–ZOB                                                                                            | einzelne Fahrten |
| 58    | ZOB – Klinikum – Friedrichshofen | 30-Minuten Takt |
| 59    | Etting – Bahnhof Audi – Westpark – Klinikum                                                                                              | 30-Minuten-Takt |
| 60    | Gerolfing–Klinikum–Haltmayrstraße–Universität (Kreuztor)–ZOB                                                                             | 30-Minuten-Takt |
| 61    | Irgertsheim - Pettenhofen - Mühlhausen - Dünzlau - Gerolfing - Klinikum - ZOB                                                            | 30-Minuten-Takt |
| 65    | Tauberfeld–Buxheim–Klinikum–Haltmayrstraße–ZOB                                                                                           | einzelne Fahrten |
| 70    | Klinikum–Westpark–Richard-Wagner-Straße–Theodor-Heuss-Straße–Goethestraße–Mailing                                                        | 10-Minuten-Takt |
| 85    | Hofstetten–Hitzhofen–Eitensheim–Gaimersheim–Klinikum–Degenhartstraße–ZOB                                                                 | einzelne Fahrten |
| 88    | Lippertshofen - Böhmfeld - Hofstetten - Hitzhofen - Eichstätt                                                                            | einzelne Fahrten |
| 9112  | (Neuburg/Donau)-Irgertsheim-Pettenhofen-Mühlhausen-Dünzlau-Gerolfing-Klinikum-ZOB                                                        | einzelne Fahrten |
| 9221  | (Riedenburg–Bettbrunn)–Kasing–Kösching–Lenting–Oberhaunstadt–Nordbahnhof/Ost–ZOB–(Hauptbahnhof)                                          | annähernd 60-Minuten-Takt, SA und SO entsprechend weniger Fahrten |
| 9226  | (Beilngries–Denkendorf)–Appertshofen–Stammham–Hepberg–Lenting–Oberhaunstadt–Nordbahnhof/Ost–ZOB–(Hauptbahnhof)                           | annähernd 60-Minuten-Takt, SA und SO entsprechend weniger Fahrten |
| X12   | Schnellbus Großmehring -(Mailing)-Nordbahnhof/West-Bahnhof Audi                                                                          | einzelne Fahrten |
| X44   | Schnellbus (Audi-GVZ -) ZOB - Hauptbahnhof - Zuchering - Hagau - Weichering - Karlshuld - Königsmoos                                     | einzelne Fahrten |
| X80   | Schnellbus Eichstätt–Friedrichshofen–Klinikum–Haltmayrstraße–Universität (Kreuztor)–ZOB                                                  | 60-Minuten-Takt, SA: 120-Minuten-Takt, Sonntags keine Fahrten |
| X90   | Schnellbus Altmannstein - Mindelstetten - Oberdolling - Großmehring - Ingolstadt                                                         | einzelne Fahrten |
| X109  | Ingolstädter Airport Express: Nordbahnhof/West–ZOB–Kurt-Huber-Straße– (Ingolstadt Village) – Flughafen München und zurück                | 60-Minuten-Takt (derzeit coronabedingt nur 3 Stunden Takt) mit 2 Verstärkerfahrten (siehe Fahrplan invg.de)                                                                    |
| X441  | Schnellbus ZOB - Hauptbahnhof - Zuchering - Karlskron - Pobenhausen - Brunnen                                                            | einzelne Fahrten |
| S1    | Audi–Ringsee–Unsernherrn–Unterbrunnenreuth–Seehof                                                                                        | orientiert sich an AUDI Schichtzeiten, nur an Audi-Arbeitstagen |
| S2    | Audi–ZOB–Haunwöhr–Knoglersfreude–Hundszell                                                                                               | orientiert sich an AUDI Schichtzeiten, nur an Audi-Arbeitstagen |
| S4    | Audi–-(Bahnhof Audi)-Mittlere Heide–Friedrichshofen–Klinikum–Gerolfing(–Dünzlau–Mühlhausen–Pettenhofen–Irgertsheim)                      | 6.00–8.00 und 15.30–17.30: 30-Minuten-Takt (lastrichtungsorientiert); Fahrten nach Irgertsheim: orientiert sich an AUDI Schichtzeiten, nur an Audi-Arbeitstagen                |
| S5    | Audi–-(Bahnhof Audi)–Theodor-Heuss-Straße–Mailind–(Großmehring)                                                                          | 6.00–8.00 und 15.30–17.30: 30-Minuten-Takt (lastrichtungsorientiert) |
| S6    | Audi–Nordbahnhof/West–Rathausplatz–Hauptbahnhof–Zuchering–Hagau–Karlskron                                                                | orientiert sich an AUDI Schichtzeiten, nur an Audi-Arbeitstagen |
| S7    | Audi–-(Bahnhof Audi)(–Unterhaunstadt)–Kösching(–Kasing)                                                                                  | 6.00–8.00 und 15.30–17.30: 30-Minuten-Takt (lastrichtungsorientiert); Fahrten nach Kasing über Unterhaunstadt: orientiert sich an AUDI Schichtzeiten, nur an Audi-Arbeitstagen |
| S8    | Audi–-(Bahnhof Audi)(–Oberhaunstadt)–Lenting–Hepberg-(Stammham)-(Appertshofen)                                                           | 6.00–8.00 und 15.30–17.30: 30-Minuten-Takt (lastrichtungsorientiert); Fahrten nach Hepberg über Oberhaunstadt: orientiert sich an AUDI Schichtzeiten, nur an Audi-Arbeitstagen |
| S9    | Audi–-(Bahnhof Audi)–Mittlere Heide–Gaimersheim–Lippertshofen                                                                            | 6.00–8.00 und 15.30–17.30: 30-Minuten-Takt (lastrichtungsorientiert); |

Die Bedienungshäufigkeit der Linien bezieht sich auf die Verkehrstage Montag bis Freitag. An Samstagen herrscht auf allen Linien (Ausnahmen bilden Linien, die unter der Woche nur mit einzelnen Fahrten bedient werden) ein 30-Minuten-Takt, an Sonntagen ein 60-Minuten-Takt.
Neben diesen gibt es zehn Schnellbuslinien, die insbesondere für die Schichtarbeiter der Audi AG bestimmt sind. Sie beginnen und enden alle nahe dem Audiwerk, die Fahrplangestaltung stimmt in etwa mit den Schichtwechseln bei Audi überein.

### Nachtliniennetz
| Linie | Laufweg                                                                   | Fahrtenpaare (Mo. – Fr.) | Fahrtenpaare (Sa.,So., Feiertag) | Bemerkung                                              |
| ----- | ------------------------------------------------------------------------- | ------------------------ | -------------------------------- | ------------------------------------------------------ |
| N1    | Irgertsheim–Gerolfing–Klinikum-Haltmayrstraße–ZOB-Nordbahnhof/West        | 3–4                      | 7                                |                                                        |
| N2    | (Lippertshofen–Gaimersheim)–Friedrichshofen–Klinikum–Westpark–ZOB         | 3–5                      | 7                                | jede 2. Fahrt ab/bis Mittlere Heide                    |
| N3    | Herschelstraße–Gaimersheimer Straße–ZOB                                   | 3                        | 7                                |                                                        |
| N4    | Wettstetten–Etting–Audi–Waldeysenstraße-Nordfriedhof-ZOB                  | 3–4                      | 7                                | stadteinwärts 2 Fahrten über Audi GVZ                  |
| N5    | (Stammham–Hepberg–Lenting)–Oberhaunstadt–ZOB                              | 3–4                      | 7                                |                                                        |
| N6    | (Kasing–Kösching)–Unterhaunstadt–Nordbahnhof/West–ZOB                     | 3–4                      | 6–7                              | jede 2. Fahrt ab/bis Unterhaunstadt                    |
| N7    | Goethestraße–Nordbahnhof/West–ZOB                                         | 3–4                      | 6–7                              |                                                        |
| N8    | (Großmehring)–Mailing–Regensburger Straße–Rathausplatz–ZOB                | 3–5                      | 6–7                              | Do. eine Fahrt bis Großmehring, sonst bis Mailing      |
| N9    | ZOB – Rathausplatz–St. Monika                                             | siehe N19                | 6–7                              |                                                        |
| N10   | ZOB – Rathausplatz–Ringsee                                                | siehe N19                | 6–7                              |                                                        |
| N11   | ZOB – Rathausplatz–Ringsee–Rothenturm–Niederfeld                          | 3–4                      | 6–7                              |                                                        |
| N12   | ZOB – Hauptbahnhof–Südfriedhof–Unterbrunnenreuth–Seehof–Urnenfelderstraße | 4                        | 7                                | zusätzliche Fahrten ab ZOB zum Hauptbahnhof und zurück |
| N14   | ZOB – Hauptbahnhof–Oberbrunnenreuth–Zuchering–Hagau(–Karlshuld)           | 3–4                      | 6–7                              |                                                        |
| N15   | ZOB – Rathausplatz–Haunwöhr–Hundszell–Knoglersfreude                      | 3–4                      | 6–7                              |                                                        |
| N16   | ZOB – Hauptbahnhof – Unsernherrn – (Manching – Geisenfeld)                | 5                        | 3-4                              | Eine Fahrt bis Geisenfeld                              |
| N18   | ZOB – Hauptbahnhof – Baar-Ebenhausen – Reichertshofen – Langenbruck       | 2                        | 1 - 2                            |                                                        |
| N25   | ZOB – Großmehring                                                         | 1                        | 1                                | Eine Fahrt bis Großmehring                             |
| N26   | ZOB – Großmehring – Irsching                                              | 1                        | 1                                | Eine Fahrt bis Irsching                                |

Die Linien N1-N18 bilden ab 21 Uhr das Nachtliniennetz in Ingolstadt und der Umgebung. Sie beginnen/enden am Zentralen Omnibusbahnhof (Ausnahme: N1 ab Nordbahnhof/West) und verkehren sternförmig in die umliegenden Stadtteile und Gemeinden in der Region. Um den Gemeinden im nördlichen Landkreis Pfaffenhofen an der Ilm auch in den Nachtstunden eine Anbindung nach Ingolstadt zu ermöglichen, werden zusätzlich auf den Linien 16 und 18 einzelne Fahrten angeboten. Grundsätzlich verkehren die INVG-Nachtlinien ab 21 Uhr alle 60 Minuten: Sonntags-donnerstags bis ca. 0 Uhr, am Wochenende wird die Betriebszeit für Nachtschwärmer bis ca. 4 Uhr verlängert.